# أل ماكان
أل ماكان هو صحفي كندي، ولد في 9 يناير 1930 في ليثبريدج في كندا، وتوفي في 11 مارس 2015 في إدمونتون في كندا.